# Ahmad Ibn Mun'im
Ahmad ibn Ibrahim ibn Ali ibn Munim al-Abdari est un mathématicien, originaire de Dénia en Al-Andalus. Il a vécu et enseigné à Marrakech où il était réputé comme un des meilleurs savants en géométrie et théorie des nombres,
Il est fréquemment confondu avec Muhammad ibn 'Abd al Mun'im, un autre mathématicien qui travailla à la cour de Roger II de Sicile. À 30 ans, il commence des études de médecine, qu'il exerce ensuite avec succès tout en continuant ses activités mathématiques.
Ibn Mun'im meurt en 1228.

## Travaux
Trois de ses nombreux textes mathématiques sont connus : l'un porte sur les carrés magiques, un deuxième sur la géométrie et un troisième sur la science du calcul. Seul ce dernier, Fiqh al-hisab (La Science du calcul), est conservé. Dans ce livre, Ibn Mun’im consacre un chapitre entier (le 11e) à des problèmes de combinatoire. Il établit notamment des formules et dresse des tables pour les combinaisons, les permutations, les permutations avec répétitions:98, et également le triangle de Pascal. Le contenu de cette section est présenté par l’auteur comme une extension des travaux du linguiste Khalil ibn Ahmad, mais il s'abstrait du contexte linguistique jusqu'alors en usage.